# John Brande Morris
Pour les articles homonymes, voir John Morris.
John Brande Morris, connu de ses amis sous le nom de Jack Morris (né à Brentford, Middlesex, le 4 septembre 1812 ; mort à Hammersmith, Londres, le 9 avril 1880) est un théologien anglican britannique, plus tard un prêtre catholique romain. Il est un excentrique universitaire réputé, mais un érudit important du syriaque.

## Biographie
Il étudie au Balliol College d'Oxford, obtenant son diplôme en 1834 (BA avec distinction) et 1837 (MA). Il est aussitôt élu Petrean Fellow du Exeter College d'Oxford, donnant des conférences sur l'hébreu et le syriaque.
Ayant rejoint le Mouvement d'Oxford, en 1839, Morris est brièvement nommé pour remplacer John Henry Newman à St Mary's, Oxford, l'église universitaire : il alarme son auditoire avec un sermon sur les anges et le jeûne, « déclarant entre autres que la création brute devrait être obligé de jeûner les jours de jeûne". Son sermon suivant, qui prêche la doctrine de la transsubstantiation, et « ajoutait en termes énergiques que tout le monde était un incroyant, charnel, etc., qui ne la tenait pas », lui vaut une admonestation du vice-chancelier de l'université. Ses vues sur le jeûne et le célibat, expliquées dans une lettre de 1840 à son ami proche Frederick William Faber, lui valent le surnom de « Siméon le Stylite ».
Ce n'est pas une surprise lorsque Morris est reçu dans l'Église catholique, le 16 janvier 1846, démissionnant de sa bourse d'Oxford quelques jours plus tard. Il est ordonné à Oscott en 1851 et la même année est nommé professeur à Prior Park, près de Bath. Il commence bientôt le travail paroissial et, pendant les dix-neuf années suivantes, exerce son ministère à Plymouth, Shortwood (Somerset) et dans d'autres parties de l'Angleterre.
De 1855 à 1861, il sert comme aumônier de John Emerich Edward Dalberg-Acton, mais offense Acton par sa prédication, trop explicite sur le thème des seins de la Vierge Marie.
Bien que de 1868 à 1870, il ait réussi à obtenir du travail comme aumônier à Coventry Patmore, des amis doivent lui venir en aide financièrement en 1871. En 1870, il devient directeur spirituel d'une communauté Hammersmith de religieuses infirmières, les Sœurs de Miséricorde, poste qu'il occupe jusqu'à sa mort, le 9 avril 1880.

## Œuvres
Son domaine d'étude préféré est la théologie orientale et patristique. Pendant son séjour à Oxford, il écrit un "Essai vers la conversion des hindous savants et philosophiques" (1843); un poème intitulé « Nature : une parabole » (1842) ; et traduit "Select Homilies from St. Ephrem" du syriaque (1846), de même "Homélies sur les Romains" de Jean Chrysostome (1841) pour la Bibliothèque des Pères.
Après sa conversion, il contribue à la Dublin Review, à The Lamp, à Irish Monthly et à d'autres périodiques catholiques, et écrit :
- Un essai vers la conversion des hindous savants et philosophiques, 1843
- Oeuvres choisies de S. Ephrem le Syrien, 1847
- Jésus le Fils de Marie
  - Tome I, 1851
  - Tome II, 1851
- Talectra Koomee, 1858
- "Eucharistie au Calvaire", un essai sur la première messe et la Passion.